# 骚动之秋
《骚动之秋》是中国作家刘玉民的一部长篇小说，荣获第四届茅盾文学奖。

## 故事梗概
《骚动之秋》讲述了改革开放之后，山东胶东半岛一名“农民改革家”岳鹏程在老家改革开放中引起的“骚动”。

## 荣誉
1998年4月20日，《骚动之秋》荣获第四届茅盾文学奖。